# Hara Kiri Raft Slide
Hara Kiri Raft Slide (of kortweg: Hara Kiri) is een waterglijbaan voor pretparken, van het Nederlandse bedrijf Van Egdom.

## Verloop

### De attractie

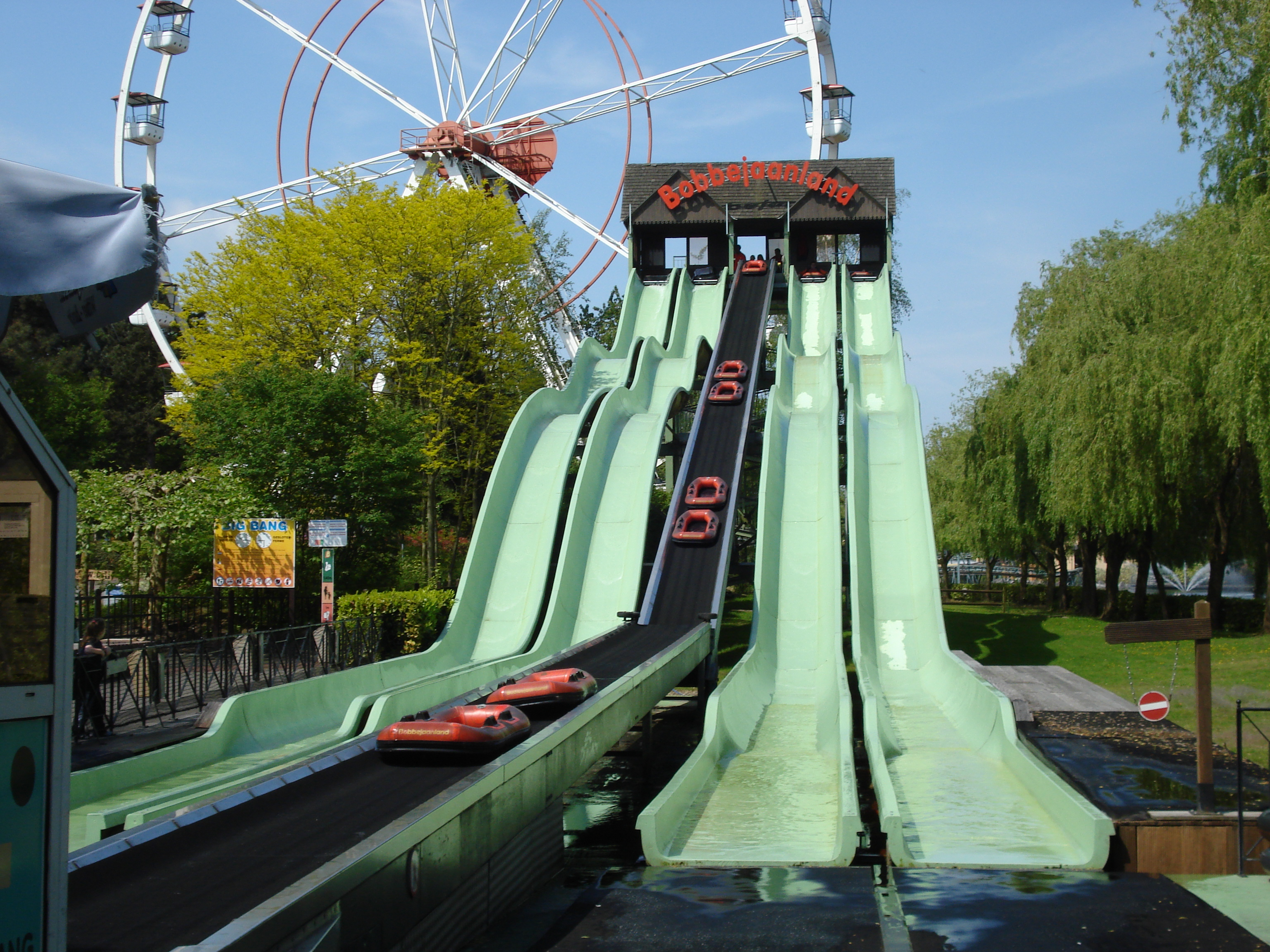
Big Bang in Bobbejaanland

In de waterattractie nemen bezoekers plaats in een bootje op een platform met 1, 2 of 3 personen. Aangeraden wordt om met 2 personen plaats te nemen. Het platform bestaat uit rollen met daaronder een pneumatisch systeem om de achterkant ervan omhoog te duwen. Zodra de bezoekers plaats hebben genomen activeert een medewerker het systeem, zodat het bootje de glijbaan op rolt en naar beneden glijdt. Bij recentere versies kan de bezoeker dit ook zelf doen. Achter de glijbaan is een uitloop voorzien, meestal van kunstgras, met daarachter een zacht stootblok. De reden dat het niet aanbevolen is dit alleen te doen, is dat één persoon soms niet tot op deze droge uitloop geraakt. Meestal staat het bootje stil voordat het stootblok bereikt wordt.

### Wachtrij
De wachtrij is gesplitst in twee delen. In het eerste deel wachten de bezoekers zoals bij elke attractie. Als ze de voorkant van die rij bereikt hebben, kunnen ze een bootje nemen en op de trap in het tweede deel van de rij gaan staan.
In de meeste pretparken moet het bootje door de bezoeker zelf naar boven worden gedragen langs de trap, maar er bestaat ook een variant waarbij de bootjes op een rubberen rolband omhoog getransporteerd worden. Een voorbeeld hiervan is Big Bang in Bobbejaanland. De rolband was bij de opening van de attractie niet aanwezig, maar werd achteraf geïnstalleerd voor het gemak van de bezoekers. Ook bij de Glijbaan Brigade in het Nederlandse Familiepark Drievliet is een dergelijke rolband aanwezig om de bootjes omhoog te transporteren. In dit geval bestaat de wachtrij slechts uit één deel. De bezoekers lopen dan direct via de trap naar boven en halen pas bovenaan de trap, vlak voor het glijden hun bootje op. Ze hoeven dan dus niks mee te sjouwen, wat wel zo makkelijk is.

## Voorbeelden
- White Water in Attractiepark Slagharen
- Hara Kiri in Attractiepark Toverland
- Hara Kiri in De Valkenier
- Hara Kiri in Duinen Zathe

## Varianten
De Hara Kiri Raft Slide bezit standaard twee glooiingen (zie bijvoorbeeld Big Chute), maar er kan ook gekozen worden voor glijbanen met één glooiing (zie bijvoorbeeld Glijbaan Brigade, waarvan de twee linkse glijbanen van het type Hara Kiri Raft Slide zijn).
Van Egdom produceert ook nog twee andere soorten waterglijbanen. Bijzonder is dat op één toren niet noodzakelijk allemaal dezelfde glijbanen moeten zitten.
Zo kan de Hara Kiri Raft Slide bijvoorbeeld gecombineerd worden met de Aqua Shuttle. Bij deze glijbaan zijn er geen glooiingen. Bovendien moeten bezoekers op een soort slee zitten in plaats van in een bootje. Hierop wordt een veel hogere snelheid ontwikkeld dan op de Hara Kiri. Een voorbeeld hiervan is de derde glijbaan van Glijbaan Brigade. Een ander voorbeeld hiervan is de Aqua Shute in Duinrell.
Ten tweede is er ook de Aqua Snake. Deze waterglijbaan is een ronde gesloten glijbaan zoals die ook veel in zwembaden aangetroffen wordt. Hier wordt zoals bij de Hara Kiri met rubberbootjes gewerkt. In deze attractie kan een 360°-bocht verwerkt worden in de afdaling. De vierde glijbaan van Glijbaan Brigade is een voorbeeld van een Aqua Snake.